# 氨络物

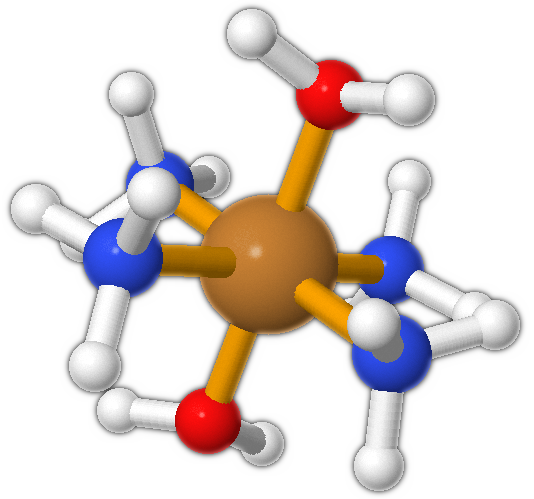
四氨合铜离子，[Cu(NH_{3})_{4}(H_{2}O)_{2}]^{2+}的球棍模型

在配位化学中，氨的配合物被称为氨络物。 英文拼写上，氨络物（Ammine）双写了字母“m”以区别于有机物中的胺类物质（Amine）。

在化工方面，一些试剂中会含有氨络物离子。如，三价钴离子的盐中实际上常含有六氨合钴（hexaamminecobalt(III) （如三氯化六氨合钴，hexaamminecobalt(III) chloride，[Co(NH3)6]Cl3）。

## 常见氨络物及其反应
| 中文、英文名称及化学式                                 | 反应图示 |
| 四氨合铜离子，Tetraamminecopper(II) ion，[Cu(NH3)4]2+  |          |
| 六氨合亚钴离子，Hexaamminecobalt(II) ion，[Co(NH3)6]2+ |          |
| 六氨合铬离子，hexaaquachromium(III) ion，[Cr(NH3)6]3+  |          |

## 特性
- 三氯化四氨合铬（Tetraamminedichlorochromium(III) chloride，[Cr(NH3)4Cl2]Cl）具有独特的物理性质：它的顺式异构体（cis isomer）是紫色的，而反式异构体是绿色的。
- 四氨合铜离子拥有比含有未形成配合物的铜离子的物质更深的蓝色。
- 形成二氨合银离子（diamminesilver ion，[Ag(NH3)2]+）可以使不溶解的氯化银（silver chloride，AgCl）在氨水中溶解。